# Singhiella mekonensis
Singhiella mekonensis là một loài côn trùng cánh nửa trong họ Aleyrodidae, phân họ Aleyrodinae.
Singhiella mekonensis được Takahashi miêu tả khoa học đầu tiên năm 1942.